# Більськ-Підляський
Більськ-Підляський (або просто Більськ, пол. Bielsk Podlaski [ˈbʲɛlsk pɔdˈlaskʲi] ( прослухати), біл. Бельск Падляшскі) — місто у східній Польщі. Адміністративний центр Більського повіту Підляського воєводства, а також гміни Більськ-Підляський.
Головний центр національно-культурної активності українців, які проживають на Підляшші.

## Географія
Лежить на Польсько-Білоруському плато. Площа — 32,43 км². Відстань до столиці Варшави — 195 км на північний схід, до столиці воєводства Білостока — 50 км.

### Клімат
Місто має континентальний клімат, що характеризується високими літніми температурами та морозними зимами. Кількість опадів становить 550 мм.[джерело?]

## Історія
Низку укріплених городищ на лісистій прикордонній території, між р. Боброю та Нарвою було засновано в ході укріплення кордону Берестейщини з ятвягами та литвинами з півночі. Зокрема, починаючи з ХІ ст. закладаються городища в Суражу і Зайончках над р. Нарвою, Бранську над р. Нурцем та Більську (суч. Більську-Підляському). Будуються також городища в Піднісні і Влодках

Вперше Більськ згадується в 1253 році у Галицько-Волинському літописі. 
«Потім же [Данило] послав із братом [Васильком] і з сином Романом людей своїх. І взяли вони оба Городен, а самі удвох вернулися од [города] Більська».
В цей час місто було волинським опорним пунктом на прикордонні із балтськими племенами.

В контексті діяльності князя Володимира Васильковича Більськ фігурує у Галицько-Волинському літописі в 1288 р.:
«Так само і в Більську спорядив він церкву іконами і книгами».
Востаннє Більськ згадується у Галицько-Волинському літописі 1289 р. в контексті претензій Юрія Львовича на берестейські землі належні Володимиру Васильковичу:
«Але коли він мав намір послати [залогу] до Берестія, і до Каменця, і до Більська, то прийшла йому вість, що вже залога Юрієва в Берестії, і в Каменці, і в Більську».
І далі:
«Коли ж Семен приїхав до Юрія і повідав річ отчу, то назавтра поїхав Юрій геть із города з великим соромом, пограбувавши всі доми стрия свого. І не зосталося [од них] каменя на камені в Берестії, і в Каменці, і в Більську. А Павло Мстиславу дав знати: „Синовець уже поїхав, і ти, господине, поїдь у свій город“. Мстислав же, перебувши кілька днів у Берестії, поїхав до Каменця і до Більська, і раді були йому всі люди. Давши лад людям, посадив він залогу в Більську і в Каменці…»
Зауважимо, що Більськ згадується тут як місто Мстислава Даниловича, тобто передане йому Володимиром Васильковичем. Це підтверджує, що розташований неподалік Дорогичина Більськ залишався в складі Берестейщини.
Орієнтовно, наприкінці правління Юрія, Більськ, як і вся Берестейська волость, був захоплений литовцями. Після відносно сприятливого періоду для поселення у Х-ХІІІ ст., на Підляшшя прийшов час виснажливих воєн. Це призвело до припинення життя на довгий час в поселеннях на Верхній Нарві і назавжди у верхній частині суч. Біловезької та Ладської Пущі. Старе руське населення на Підляшші утрималося переважно в околицях найбільших міст — Дорогичина, Більська, Бранська та Суража, що визначали майбутню межу руського та мазовецького ареалів в наступних XIV—XV ст. На захід і північ від цих пунктів натомість простягалися пустки. Головні міста на території Північного Підляшшя виросли з поселень біля руських городищ ХІ-ХІІ ст. Так виникли пізньо-середньовічні міста Дорогичин, Більськ, Мельник, Сураж, Нарва і Бранськ.
Вітовт утворив в 1430 р. війтівську в Більську. Привілей на війтівство в Більську застерігав, що війт повинен селити у цьому місті лише католиків — поляків та німців, не завдаючи однак шкоди русинам, які там мешкали. Станом на XVI ст. найбільшим містом Північного Підляшшя був вже Більськ (від 2 до 4 тис. осіб). Згадується також у 1495 році. 1641 р. засновано кармелітську церкву і монастир.
Більськ XVI ст. описи характеризують як: «дерев'яне місто, найкраще серед підляських міст», або «містечко…де знаходиться багато дерев'яних споруд». Більськ був найбільш русько-українським з усіх міст Підляшшя. Виразним у Більську XVI ст. був поділ на замкову — «руську» частину та нове поселення на захід від нього. Найбагатшою на Підляшші була купецька родина з Більська Сегенів (Сегеневичів). Зростання заможності руських міщан у досліджуваний період, особливо в Дорогичині та Більську призвело до пожвавлення релігійного й культурного життя цієї групи населення Підляшшя, яка виступала в ролі національної еліти замість руських магнатів та шляхти, які все більше полонізувалися.
Розподіл населення міста за мовою згідно з переписом 1897 року:
| Мова       | Осіб | Відсоток |
| ---------- | ---- | -------- |
| єврейська  | 4064 | 54,45 %  |
| російська  | 1499 | 20,08 %  |
| польська   | 1006 | 13,48 %  |
| українська | 556  | 7,45 %   |
| білоруська | 244  | 3,27 %   |
| інші       | 95   | 1,27 %   |
| Разом      | 7464 | 100 %    |

1 січня 1934 р. розширено територію міста за рахунок землі Якова Ваньчака з маєтку Головиськ ґміни Орля, а 18 квітня 1934 р. — за рахунок усього маєтку Головиськ.

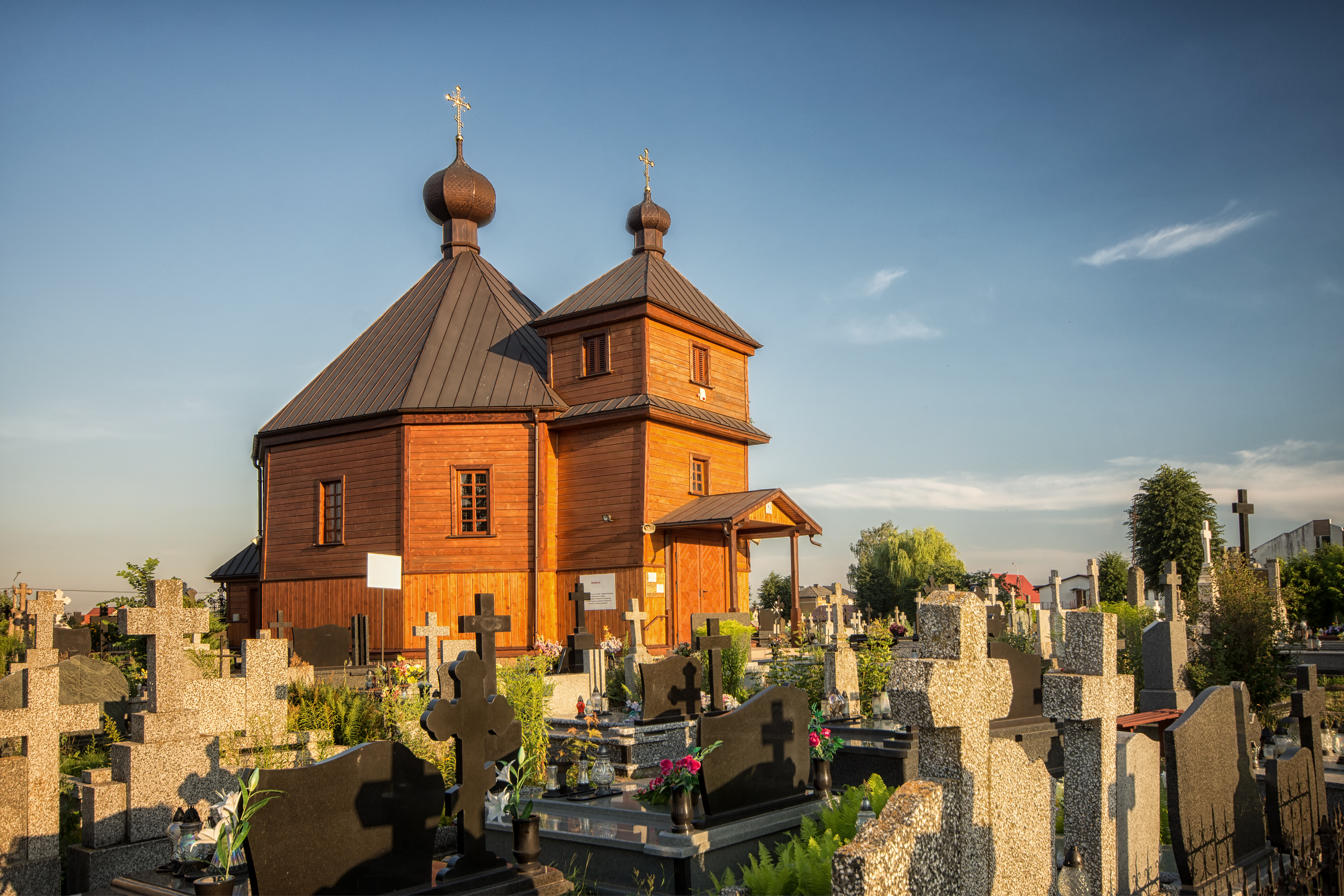
Православна церква святої Трійці на православному цвинтарі

Місто має значну єврейську історію з часів Голокосту.
Іконостас з Святодухівської церкви у Більську-Підляському було перенесено до церкви св. Миколая у Дорогичині.
20 травня 1990 року Український виборчий комітет міста Більська випустив «Виборче видання — Більщанин».
22 березня 1992 року в Більську-Підляському на основі Підляського відділу Об'єднання українців у Польщі був заснований Союз українців Підляшшя. Друкованим органом організації є часопис-двомісячник «Над Бугом і Нарвою».
У Більську в комплексі шкіл ім. А. Міцкевича, від 1994 року ведуться уроки української мови. Першим кроком для цього стало відкриття від поточного навчального року трьох самостійних відділів у І та IV класах початкової школи та в І класі гімназії. Загалом української мови в більському комплексі шкіл вчиться тепер 136 дітей.
Велика кількість дітей, які вивчають українську мову в комплексі, пов'язана з популярністю занять рідної мови, поєднаних з етнографічною програмою «До традиції» в садочку № 9 «Лісова поляна».
З 1995 року в Більську діє Український ансамбль пісні і танцю «Ранок» під керівництвом Єлисавети Томчук, який є візиткою українців Підляшшя.
В міській публічній бібліотеці відбувалася в 2017-2019 р. Українська наукова підляська конференція.
З 2018 р. у місті наявна вулиця названа на честь відомого польсько-українського художника Юрія Новосільського – Ulica Jerzego Nowosielskiego.

## Населення
Демографічна структура станом на 31 березня 2011 року:
|          | Загалом | Допрацездатний вік | Працездатний вік | Постпрацездатний вік |
| -------- | ------- | ------------------ | ---------------- | -------------------- |
| Чоловіки | 12832   | 2339               | 9148             | 1345                 |
| Жінки    | 13847   | 2239               | 8677             | 2931                 |
| Разом    | 26679   | 4578               | 17825            | 4276                 |

## Транспорт
Через місто проходять такі національні та місцеві дороги:
- Національна дорога 19: Кордон з Білоруссю — Кужніца — Білосток — Більськ-Підляський — Сім'ятичі — Межиріччя — Коцьк — Любартів — Люблін — Красник — Янів-Любельський — Нисько — Соколів-Малопольський — Ряшів
- Національна дорога 66: Замбрів — Бранськ — Більськ-Підляський — Кліщелі — Черемча — Перетин кордону з Білоруссю (у с. Половці)
- Воєводська дорога 689: Більськ-Підляський — Гайнівка — Біловежа

## Відомі люди

### Народилися
- Гаврилюк Юрій Іванович, український письменник, фотохудожник, історик, публіцист.
- Сиркін Наум Соломонович, член Української Центральної Ради.
- Жабінська Євгенія, українська поетеса, член Національної спілки письменників України.
- Сачко Софія, українська поетеса. Перша українська поетеса з Північного Підляшшя — член Союзу польських письменників.
- Фонберг Ігнатій Матвійович, хімік.
- Лангбард Йосип Григорович, радянський архітектор.
- Надія Артимович, поетеса.
- Евґеніуш Березовєц, міський голова, обраний на перших демократичних виборах.
- Міна Берн, (1911—2010) єврейська акторка театру.
- Войцех Борецкі, футбольний тренер.
- Ярослав Боровскі, чемпіон Польщі зі скраблу.
- Малґожата Дмітрук, художниця.
- Лех Фешлер, сенатор.
- Доротеуш Фіонік, етнограф.
- Марта Ґрико, акторка.
- Марта Гірмані Лясоцка, художниця.
- Отець Леон Кнабіт, бенедиктинець.
- Стефан Камаса, музикант.
- Цезарій Кошиньскі, актор.
- Віктор Козловський, лісоруб, учасник Листопадого повстання.
- Казімєж Генрик Лещиньскі, міський голова в 1990—1994 роках.
- Юзеф Левартовскі, комуністичний діяч.
- Єжи Плютовіч, поет.
- Малґожата Прокопюк-Кемпка, журналістка.
- Мацей Радель, актор.
- Марта Романюк, модель.
- Даріуш Снарскі, боксер, олімпієць.
- Анджей Степанюк, політик, міський голова в 1994—2002 роках.
- Каміла Степанюк, легкоатлетка.
- Ростислав Степанюк, пілот.
- Юліан Штатлер, піаніст.
- Владислав Висоцький, офіцер, капітан, кавалер ордену Virtuti Militari.
- Влодзімєж Закжевскі, художник, графік, плакатист.
- Зоя Сачко, поетеса.
- Йовіта Крук, бухгалтер, творець податкового щита.

### Померли
- Криницький Володимир Гнатович — громадський і державний діяч, вояк Армії УНР.

## Міста-побратими
- Свєтлогорський район
- Келераш
- Келераші
- Две-Могили
- Рахів